# Luigi Zampa
Pour les articles homonymes, voir Zampa (homonymie).
Luigi Zampa, né le 2 janvier 1905 à Rome, où il est mort le 16 août 1991, est un réalisateur de cinéma et scénariste italien.

## Biographie
Diplômé du Centro sperimentale di cinematografia de Rome, Luigi Zampa commence sa carrière comme scénariste pour Mario Soldati (Dora Nelson) et Mario Camerini (Centomila dollari).
Il devient réalisateur en 1941 avec L'attore scomparso, son premier long métrage. Dans l'immédiat après-guerre, il participe au mouvement néoréaliste avec des films comme Vivre en paix et L'Honorable Angelina, qui manifestent une certaine originalité, dans la mesure où ils abordent des sujets graves sans se départir d'une teinte d'humour populaire. Dans cet esprit, et avec la collaboration scénaristique de l'écrivain Vitaliano Brancati, Zampa réalise encore Les Années difficiles (1948) et Les Années faciles (1953), dans lesquels il brosse un portrait sans complaisance de personnages politiquement opportunistes.
Selon Jean Antoine Gili, « les premiers films de Zampa forment un ensemble cohérent sur la vie de l'Italie depuis les années du fascisme jusqu'aux premières années de l'après-guerre ». Le cinéma de Luigi Zampa, à ses débuts, a été parfois qualifié de néo-réalisme rose, en raison d'un mariage, somme toute heureux, entre des éléments mélodramatiques et des aspects de comédie de mœurs, colorée d'ironie grinçante.
Parmi les réalisations marquantes de Zampa, signalons aussi, pour mémoire, le film Les Coupables, coécrit avec Francesco Rosi, première interprétation courageuse des phénomènes sociologiques liés à l'activité de la camorra napolitaine.

## Filmographie

### Réalisateur
- 1933 : Risveglio di una città
- 1941 : L'attore scomparso (+ scénariste)
- 1942 : Fra' Diavolo (+ scénariste)
- 1942 : Signorinette (+ scénariste)
- 1943 : C'e sempre un ma! (+ scénariste)
- 1945 : L'abito nero da sposa (+ scénariste)
- 1946 : Un americano in vacanza (+ scénariste)
- 1947 : Vivre en paix (Vivere in pace) (+ scénariste)
- 1947 : L'Honorable Angelina (L'onorevole Angelina) (+ scénariste)
- 1948 : Les Années difficiles (Anni difficili)
- 1949 : Cœurs sans frontières (Cuori senza frontiere)
- 1949 : Le Tocsin (Campane a martello)
  - Children of Chance (version britannique du Tocsin)
- 1951 : Rome-Paris-Rome (Signori, in carrozza!) (+ scénariste)
- 1951 : Pour l'amour du ciel (È più facile che un cammello...)
- 1952 : Les Coupables (Processo alla città) (+ scénariste)
- 1953 : Nous les femmes (Siamo donne) (+ scénariste)
- 1953 : Les Années faciles (Anni facili) (+ scénariste)
- 1954 : Questa è la vita (+ scénariste)
- 1954 : La Belle Romaine (La romana) (+ scénariste)
- 1954 : L'Art de se débrouiller (L'arte di arrangiarsi)
- 1955 : La Chasse aux maris (Ragazze d'oggi) (+ scénariste)
- 1958 : Ladro lui, ladra lei (+ scénariste)
- 1958 : La Blonde enjôleuse (La ragazza del Palio) (+ scénariste)
- 1959 : Nous sommes tous coupables (Il magistrato) (+ scénariste)
- 1960 : L'Agent (Il vigile) (+ scénariste)
- 1962 : Les Années rugissantes (Gli Anni ruggenti) (+ scénariste)
- 1964 : Frénésie d'été (Frenesia dell'estate)
- 1966 : Question d’honneur (Una questione d'onore) (+ scénariste)
- 1966 : Nos maris (I nostri mariti)(segment le mari d’Olga)
- 1968 : Le Gynéco de la mutuelle (Il medico della mutua) (+ scénariste)
- 1968 : Pas folles, les mignonnes (Le dolci signore)
- 1970 : Contestation générale (Contestazione generale) (+ scénariste)
- 1971 : Bello, onesto, emigrato Australia sposerebbe compaesana illibata (+ scénariste)
- 1973 : Les Grands Patrons (Bisturi, la mafia bianca)
- 1975 : Les Maîtres (Gente di rispetto) (+ scénariste)
- 1977 : Qui sera tué demain ? (Il mostro)
- 1979 : Les Monstresses (Letti selvaggi)

### Scénariste (autre que ses films)
- 1939 : Mille Lires par mois (Mille lire al mese) de Max Neufeld
- 1939 : Un mare di guai de Carlo Ludovico Bragaglia
- 1939 : Ho visto brillare le stelle d'Enrico Guazzoni
- 1939 : Dora Nelson de Mario Soldati
- 1940 : Centomila dollari de Mario Camerini
- 1940 : Tutto per la donna de Mario Soldati
- 1940 : La danza dei milioni de Camillo Mastrocinque
- 1940 : Il capitano degli ussari de Sándor Szlatinay
- 1940 : Manovre d'amore de Gennaro Righelli
- 1943 : Gli ultimi filibustieri de Marco Elter
- 1953 : Les Passionnés (Canzone appassionata) de Giorgio Simonelli
- 1956 : Amours de vacances (Tempo di villeggiatura) d'Antonio Racioppi